# Combretum erythrophyllum
Combretum erythrophyllum és una espècie d'arbust enfiladís de la família de les Combretàcies que es troba al sud d'Àfrica.

## Descripció

Planta jove

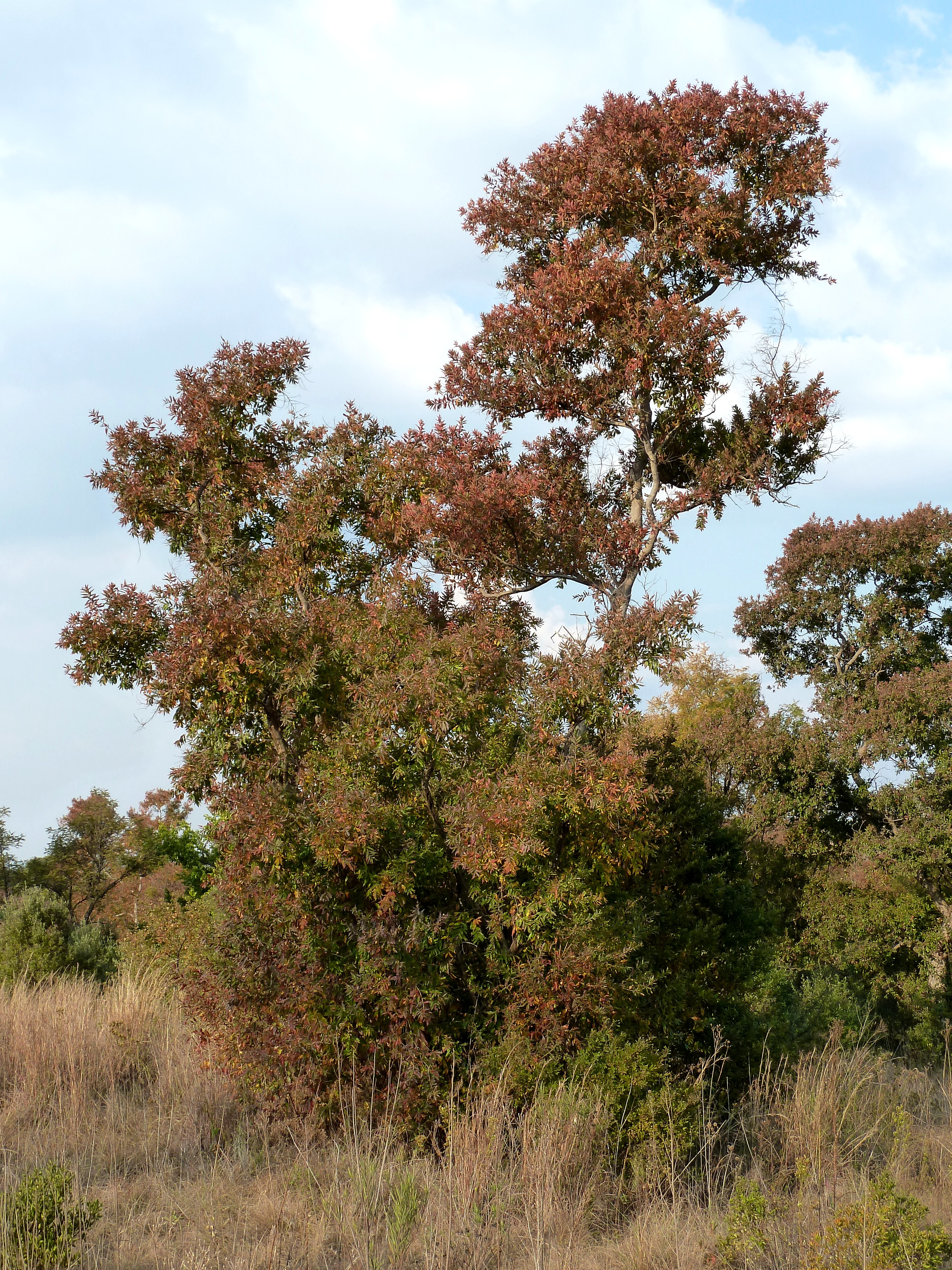
Vista de l'arbre

Es tracta d'un arbre de mida mitjana a gran, caducifoli amb els colors vermellosos característics de la tardor. Les flors són de color crema a groc pàl·lid i es produeixen al setembre-novembre. Els fruits són petits, amb quatre ales i d'un color marró verdós, groguenc i a la maduració de color cafè a cafè-mel. Romanen a l'arbre durant molt de temps i s'estima que és verinós, i que causa singlot. L'escorça és de color marró pàl·lid, suau, però amb l'edat es descama per exposar pegats grisos, que li donen un aspecte clapejat. Les fulles joves són de color groguenc i brillant. Els arbres tenen sovint múltiples tiges i són una mica semblants al salze.

## Propietats
Les arrels, que alguns consideren verinoses, s'utilitzen com un purgant i per al tractament de les malalties venèries. Adorns, menjadores de bestiar i morters de grans es realitzen a partir de la seva fusta. Un tint fosc i marró s'extreu de les arrels. La fruita seca també s'utilitza bé en arranjaments florals.

## Hàbitat
Aquesta espècie es troba a la part nord-est de Sud-àfrica, de Zimbàbue, al nord fins al Cap Oriental i al sud fins a l'oest del riu Orange. Es tracta d'una espècie fluvial, que es apareix al costat dels rius o fora dels rius on l'aigua subterrània hi és prou disponible. Es troba a gairebé totes les altituds i, per tant, pot tolerar una bona quantitat de variacions climàtiques i diversos hàbitats, com ara sòls pesats negres d'argila, de sorra i d'al·luvió fluvial o granit de sorra.

## Cultiu
Aquest és un popular arbre d'ombra, resistent a la sequera i les gelades, de creixement ràpid en bones condicions, i pot arribar als 4-6 m en tres anys. Té l'atractiu de ser un dels més sensibles i adaptables de les espècies de Combretum.
Aquesta espècie es reprodueix en lots de llavors i plàntules que es troben sovint sota els arbres. Creix fàcilment a llocs frescos, i és llavors han de ser remullades amb anti-parasitaris algunes hores abans de plantar. Les plantes de planter apareixen de 7 a 13 dies després de la plantació. Les plantes de planter són resistents a les gelades després de dos anys.